# Gerald Carr
Gerald Paul Carr (Denver, 22 de agosto de 1932 — Albany, 26 de agosto de 2020) foi um astronauta norte-americano.

## Biografia
Iniciou a carreira militar em 1949 na Marinha dos Estados Unidos e após sua graduação como oficial recebeu treinamento como piloto naval, passando o começo dos anos 60 em missões nos Estados Unidos e no Extremo Oriente.
Em abril de 1966 foi selecionado para o novo grupo de 19 astronautas da NASA, fazendo parte das equipes de apoio em terra como Capcom (o responsável pela comunicação do centro de controle em Houston com os astronautas no espaço) nas missões Apollo 8 e 12, integrando também os grupos de estudo e desenvolvimento do jipe lunar, que seria usado nas últimas missões Apollo.
Carr foi ao espaço em 16 de novembro de 1973 como comandante da missão Skylab 4, a última  missão tripulada à estação orbital Skylab antes do projeto ser abandonado, na mais longa missão ao espaço já realizada, 84 dias, até aquela data, junto com os astronautas Edward Gibson e William Pogue.
Durante esta missão, a tripulação da Skylab realizou 56 experiências diversas, 26 demonstrações científicas, observações detalhadas das fontes de recursos terrestres e completaram um total de treze horas em atividades extra-veiculares durante as 1214 voltas que deram em torno do planeta.
Nos anos seguintes, Carr exerceu funções em terra no comando de setores da NASA especializados em design para desenvolvimento de diversos novos equipamentos tecnológicos usados em simulação de voo, segurança e sistemas de transporte, até deixar a agência espacial em 1977, para se dedicar a atividades ligadas à astronáutica na iniciativa privada.
Morreu no dia 26 de agosto de 2020, aos 88 anos.